# Miguel Ángel de las Cuevas Barberá
Miguel Ángel de las Cuevas Barberá, conegut futbolísticament com a De las Cuevas (nascut el 19 de juny de 1986 a Alacant), és un futbolista professional valencià que juga a l'Oriola CF.